# 年忘れソバ喰ってもちスペシャル しっかりせなあかんて!
『年忘れソバ喰ってもちスペシャル しっかりせなあかんて!』（としわすれソバくってもちスペシャル しっかりせなあかんて!）は、フジテレビ系列で1993年12月31日（大晦日）にかけて生放送された年越しバラエティ番組。放送時間（JST）は23:00 - 24:45（1994年1月1日0:45）。

## 概要
本番組では、「今年（1993年）は、苦しいだからこそ…来年（1994年）しっかりせなあかん!」と年を越せるトークをテーマにしたバラエティである。また、ほかにも年越し各地の中継、音楽コーナーなど構成された。
河田町・フジテレビ本社内第1スタジオから生放送を行われた。

## 出演者

### MC
- 浜田雅功（ダウンタウン）
- 内村光良（ウッチャンナンチャン）

### 進行
- 河野景子（当時:フジテレビアナウンサー）

### スタジオゲスト
- 内田有紀
- 奥田民生
- 加勢大周
- 常盤貴子
- 森若香織
- YOU
- ローリー寺西（すかんち）

### 中継
マラソン
- 松本人志（ダウンタウン）
- 川端健嗣（当時:フジテレビアナウンサー）

『あすなろ白書』打ち上げ
- 鈴木杏樹
- 西島秀俊

埼玉県吹上町
- 今田耕司
- 極楽とんぼ

京都
- 神田利則

## スタッフ
- 構成：城戸口寛、高須光聖、伊藤正宏、高橋裕幸、山谷拓三、取手治、東山星香、鈴木淳
- 美術制作：永本允
- デザイン：石森慎司
- 美術進行：林勇、堀部信行
- 大道具：毛利彰
- 装飾：蓮井祥秀
- 持道具：栗原美智代
- 衣裳：大友雄士郎
- メイク：井手奈津子、牧瀬典子
- 視覚効果：江崎公光、中山信男
- 電飾：今石純一
- アクリル装飾：川島正義
- 生花装飾：坂口曜子
- 植木装飾：森慶申
- アートフレーム：津田忠直
- 電子タイトル：早川静仁
- CG：近藤和也、新日鉄情報通信システム
- フジテレビ第1スタジオ：
  - 技術プロデューサー：大森靜雄
  - SW：藤本敏行
  - CAM：小山茂明
  - VE：斎藤雄一
  - AUD：森田篤
  - PA：後藤龍幸
  - 照明：春日叔之
  - 音響効果：志田博英、田中寿一
- マラソン中継：
  - SW：島本健司
  - CAM：花島和弘
  - VE：高瀬義美
  - AUD：松本政利
  - FPU：西沢伸一
  - 照明：木下茂幸
- 吹上町中継：
  - CAM：高田治
  - VE：田畑司
  - AUD：深谷高史
  - FPU：佐川幸栄
  - 照明：渡辺啓史
- 京都中継：
  - TD：水川毅（関西テレビ）
  - SW：宗円俊之
  - CAM：江副秀保
  - VE：羽立裕一
  - AUD：櫛野秀樹
  - PA：物部毅
  - 照明：田渕慶一
- あすなろ白書中継：
  - SW：障子川雅則
  - CAM：坂本逸朗
  - VE：田中秀穂
  - AUD：左口満寿
  - 照明：米田俊一
- 編成：清水賢治
- 広報：赤間裕美
- スタイリスト：高堂のりこ、六十苅ゆり子
- TK：久保田有紀子、山口美香
- 協力：財団法人平安建都1200年記念協会、ビー・ブレーン、ニユーテレス、八峯テレビ技術、FLT、コールツプロ、ソニー・ミュージックアーティスツ、東宝 砧スタジオ
- プロデューサー：吉田正樹
- ディレクター：星野淳一郎、小須田和彦、佐久間茂、深瀬雄介[1]、片岡飛鳥、中村肇
- 制作：フジテレビ制作室第二制作部
- 制作著作：フジテレビ

## 関連番組
- お年玉スペシャル 笑う正月!ハッスルかましてよかですか!? - 当番組の約12時間後に放送されたダウンタウンMCの新春特番
- 夢で逢えたら
- 夢の中から
- ダウンタウンのごっつええ感じ
- ウッチャンナンチャンのやるならやらねば!